# Lautaro Vargas
Lautaro Valentín Vargas (Rosario, Provincia de Santa Fe, Argentina; 1 de febrero de 2005) es un futbolista argentino. Juega como lateral por derecha y su primer equipo fue Defensa y Justicia. Actualmente milita en Unión de Santa Fe de la Liga Profesional.

## Trayectoria

### Inicios
Nacido en Rosario, Lautaro Vargas jugó en varias instituciones de su ciudad natal durante su etapa formativa: Club Atlético El Torito, Club Bancario, Rosario Central y finalmente ADIUR, desde donde dio el salto a Defensa y Justicia.

### Defensa y Justicia
Llegó al Halcón a principios de 2022 para jugar en Sexta División, y tan sólo un par de meses después tuvo la chance de entrenar con el plantel profesional. Esto le permitió ya no volver a su categoría y comenzar a desempeñarse regularmente en el equipo de Reserva.
Al año siguiente, más precisamente el 28 de julio, hizo su debut como profesional en la derrota 2-0 de Defensa y Justicia como visitante ante Unión de Santa Fe: ese día, con la camiseta número 49, ingresó a los 33 del ST en reemplazo de Samuel Lucero.
Ya en 2024, al no ser tenido en cuenta ni en Primera ni en Reserva, decidió irse del club.

### Unión de Santa Fe
En mayo de 2024 se produjo su llegada a Unión tras superar una prueba, en principio con la idea de sumarse al plantel de Reserva; sin embargo, las lesiones de Federico Vera y Francisco Gerometta propiciaron su rápida aparición en el primer equipo: ya en el inicio del torneo le tocó ser titular en el partido que terminó con victoria rojiblanca por 1-0 sobre Banfield.

## Clubes
- Actualizado al 15 de agosto de 2025

| Club                         | Div.                | Temporada           | Liga | Liga | Copa Nacional | Copa Nacional | Copa Internacional | Copa Internacional | Total | Total |
| Club                         | Div.                | Temporada           | PJ   | G    | PJ            | G             | PJ                 | G                  | PJ    | G     |
| ---------------------------- | ------------------- | ------------------- | ---- | ---- | ------------- | ------------- | ------------------ | ------------------ | ----- | ----- |
| Defensa y Justicia Argentina | 1.ª                 | 2023                | 1    | 0    | 0             | 0             | -                  | -                  | 1     | 0     |
| Defensa y Justicia Argentina | Total               | Total               | 1    | 0    | 0             | 0             | -                  | -                  | 1     | 0     |
| Unión Argentina              | 1.ª                 | 2024                | 25   | 0    | -             | -             | -                  | -                  | 25    | 0     |
| Unión Argentina              | 1.ª                 | 2025                | 15   | 0    | 2             | 0             | 6                  | 0                  | 23    | 0     |
| Unión Argentina              | Total               | Total               | 40   | 0    | 2             | 0             | 6                  | 0                  | 48    | 0     |
| Total en su carrera          | Total en su carrera | Total en su carrera | 41   | 0    | 2             | 0             | 6                  | 0                  | 49    | 0     |